# Шалманасар I
Шалманасар I (зван и Салманасар и Шалманесер) је био краљ Асирије (1274—1245. п. н. е. или 1263—1233. п. н. е.).
Син је Ададнирарија I, а оца је наследио 1263. п. н. е. Преводио је серију похода против Арамејаца у северној Месопотамији. Припојио је део Киликије Асирском царству. Успоставио је асирске колоније на границама Кападокије.
Према његовим аналима, који су откривени у Ашуру, прве године владавине освојио је 8 земаља на северозападу. Осим тога уништио је тврђаву Арину, чији прах је донео у Ашур. Друге године владавине победио је Шатуара, краља Ханилгалбата заједно са његовим хетитским и ахламу савезницима. Остатак краљевине Митани припојио је једној асирској провинцији. Шалманесер I је наводно дао да се извади једно око 14.400 заробљеника. Био је први асирски краљ, који је престао са праксом да покоље побеђене непријатеље. Он је започео са политиком депортације побеђених непријатеља у различите земље. 
Освојио је подручје од Таиду до Ириду, од планине Кашијар до Елухата и тврђаву Сурду, Харану до Каркемиша на Еуфрату. Саградио је палате у Ашуру и Ниниви. Рестаурирао је „светски храм“ у Ашуру. Осим тога основао је град Нимруд. Наследио га је краљ Тукулти-Нинурта I.